# 라트비아 대학교

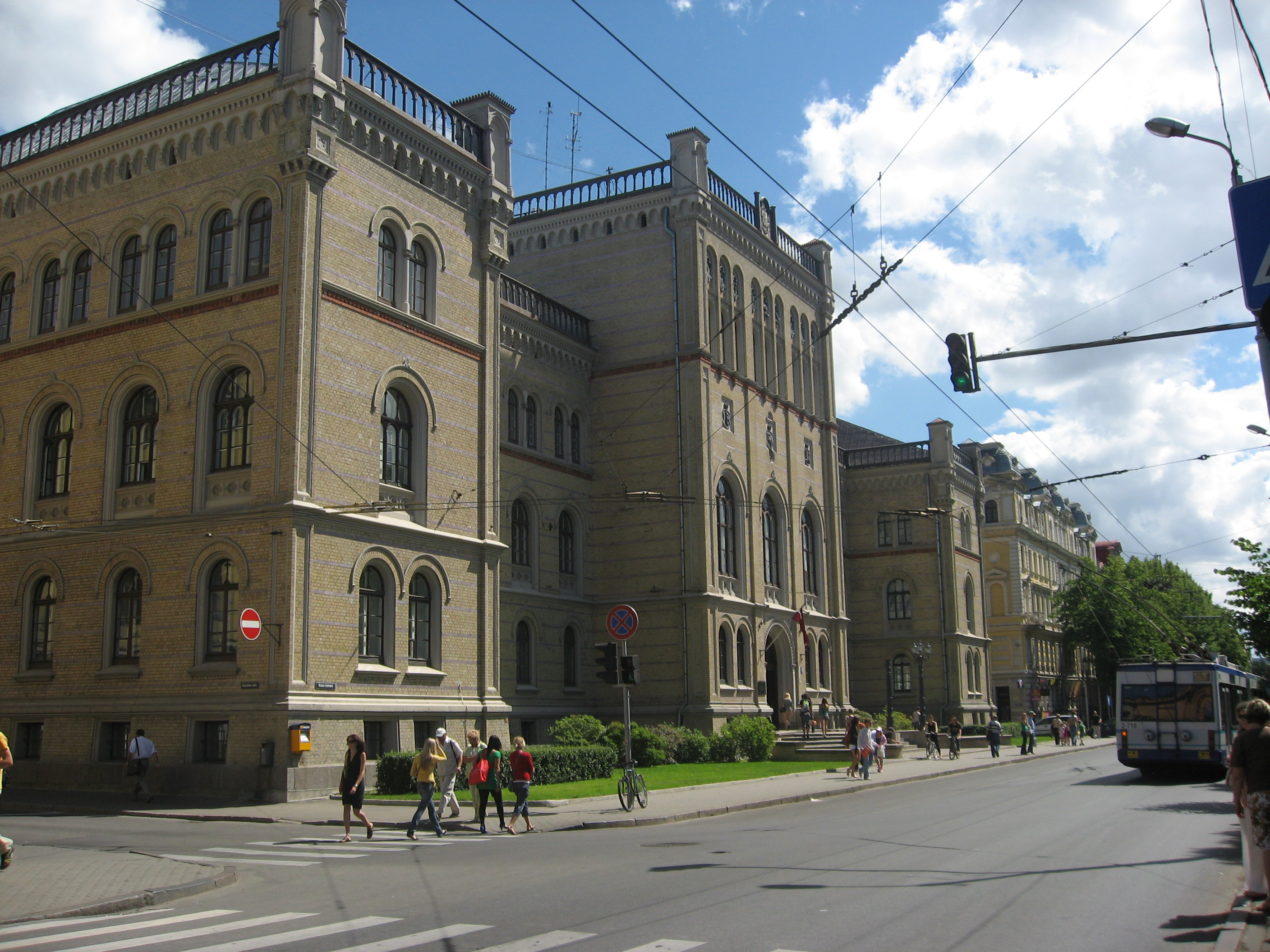
라트비아 대학교 (2007년)

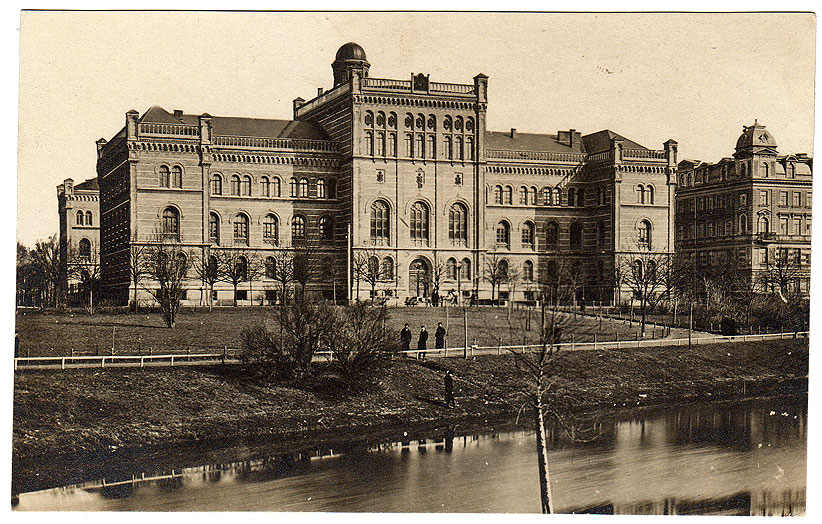
라트비아 대학교 (20세기 초반)

라트비아 대학교(라트비아어: Latvijas Universitāte)는 라트비아 리가에 위치한 공립 대학이다. 2014년 기준으로 14,020명에 달하는 학생들이 재학 중이다.
1862년 리가 공과학교(Rīgas Politehniskā augstskola)라는 이름으로 설립되었으며 1919년 9월 28일 라트비아의 독립과 함께 라트비아 학교(Latvijas Augstskola)라는 이름으로 바뀌었다. 1923년에 라트비아 대학교라는 이름으로 바뀌었지만 1940년 라트비아가 소련에 편입되면서 농업대학교, 공업대학교 등으로 분리되었다.
1991년 5월 15일 라트비아가 소련으로부터 독립하면서 라트비아 대학교 학칙이 제정되었다. 1919년 9월 18일 라트비아의 의회인 사에이마는 라트비아 대학교를 "라트비아의 국가와 국민을 위해 복무하는 국립교육, 과학, 문화 기구"로 규정했다.

## 같이 보기
- 위트레흐트 네트워크